# Les Maris, les Femmes, les Amants (1989.)
Les Maris, les Femmes, les Amants je francuska dramedija iz 1989. godine redatelja Pascala Thomasa.

## Uloge
- Jean-François Stévenin - Martin
- Susan Moncur - Dora
- Clément Thomas - Clément
- Emilie Thomas - Emilie
- Michel Robin - Tocanier
- Catherine Jacob - Marie-Françoise Tocanier
- Daniel Ceccaldi - Jacques
- Anne Guinou - Jacqueline
- Pierre Jean - Michel
- Damien Morel - Stef
- Ludivine Sagnier - Elodie
- Guy Marchand - Bruno
- Hélène Vincent - Odette
- Alexandra London - Brigitte
- Leslie Azzoulai - Chantal
- Isabelle Petit-Jean - Pichardova udovica
- Catherine Bidaut - Annette
- Sabine Haudepin - Barbie
- Héléna Manson - zubareva majka
- Vanessa Guedj - Eleonore
- Olga Vincent - Olga
- Christiane Millet - Claire
- Danielle Gaudry - Kiki

## Vanjske poveznice
- Les Maris, les Femmes, les Amants u internetskoj bazi filmova IMDb-u